# Aubenasson
Aubenasson är en kommun i departementet Drôme i regionen Auvergne-Rhône-Alpes i sydöstra Frankrike. Kommunen ligger i kantonen Saillans som tillhör arrondissementet Die. År 2022 hade Aubenasson 76 invånare.

## Befolkningsutveckling
Antalet invånare i kommunen Aubenasson
Referens:INSEE